# Chiesa di San Michele del Porto
La chiesa di San Michele del Porto (in spagnolo Iglesia de San Miguel del Puerto; in catalano Església de Sant Miquel del Port) è un edificio di culto cattolico di Barcellona situato nel quartiere marinaro de La Barceloneta.

## Storia
Concepita come chiesa parrocchiale del nuovo quartiere della Barceloneta, fondato nel 1753 da Juan Martín Cermeño, fu progettata dall'ingegnere militare Pedro Martín Cermeño - figlio del costruttore del quartiere - e realizzata dai capomastri Damià Ribas e Francisco Paredes. Presenta influenze italiane, in particolare quelle di Carlo Maderno e Giacomo Della Porta.
Nel 1863 fu ristrutturata da Elías Rogent, che ampliò lo spazio della chiesa e lo distribuì in tre navate, con una nuova cupola su un falso transetto.

## Descrizione
Presenta una facciata tripartita con un corpo centrale rialzato con frontone triangolare - che denota l'influenza della chiesa romana del Gesù - e una scultura di San Michele, opera originale di Pere Costa, distrutta nel 1936 e sostituita nel 1992 da una copia realizzata da Emili Colom - precedentemente affiancata da altre due statue, di San Telmo e Santa Maria de Cervelló, opera di Carles Grau, anch'essa distrutta nel 1936. La chiesa ha una pianta quadrata, con una cupola centrale su quattro pilastri.  
All'interno si trovava una pala d'altare barocca di Deodat Casanovas, scomparsa con i restauri del 1863, con un'immagine di San Michele di Luis Bonifás y Massó, sopravvissuta fino al 1936. Vi erano anche due pale d'altare laterali, una dedicata alla Vergine di Loreto e l'altra a Sant'Antonio da Padova. All'interno della chiesa si trovava anche la tomba del marchese di La Mina, opera di Joan Enrich, distrutta nel 1936.